# 山本貴治
山本 貴治（やまもと たかはる、1982年7月9日 - ）は、日本の元ラグビー選手。

## プロフィール
- 三重県出身[1]。
- ポジションはフッカー(HO)。
- 身長 173cm、体重 93kg
- ニックネームはヤマ、ジョージ。
- 関東代表に選ばれたことがある[2]。

## 略歴
2002年、四日市農芸高校卒業後、山梨学院大学に入学する。
2005年、山梨学院大学ラグビー部の主将に就任した。
2006年、山梨学院大学卒業後、NECグリーンロケッツに加入。同年9月30日に行われたジャパンラグビートップリーグ第4節のリコーブラックラムズ戦に途中出場で公式戦初出場を果たす。
2016年、現役を引退した